# Martin Brauer

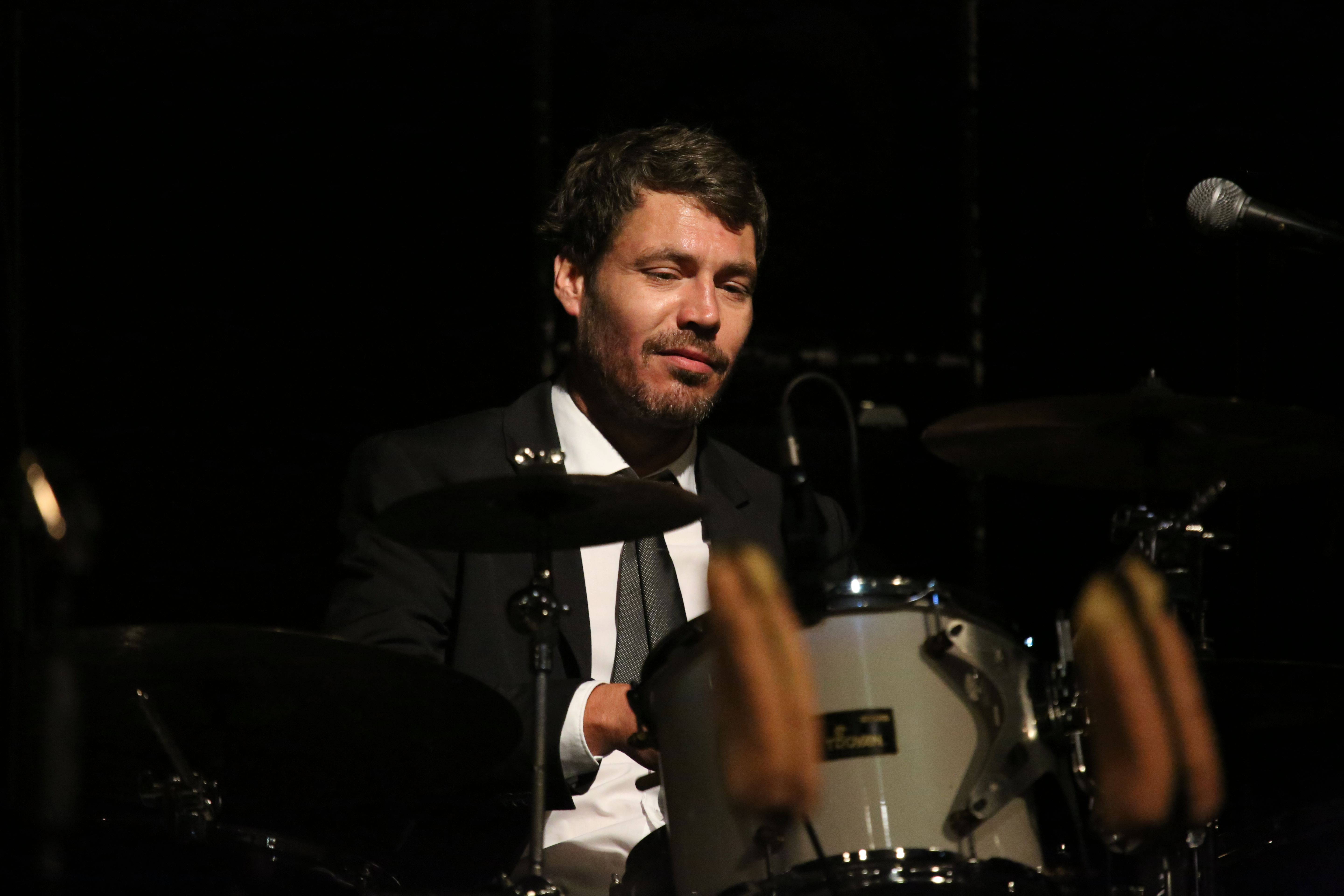
Martin Brauer beim Zelt-Musik-Festival 2014

Martin Brauer (* 24. März 1971 in Rostock; † 26. Februar 2021) war ein deutscher Schauspieler und Musiker.

## Leben
Martin Brauer studierte zunächst von 1987 bis 1991 Schlagzeug an der Hochschule für Musik „Hanns Eisler“ in Berlin und anschließend von 1995 bis 1999 Schauspiel an der dortigen Hochschule für Schauspielkunst „Ernst Busch“.
Ab 1999 arbeitete er in verschiedenen Theaterensembles. Er hatte Festengagements am Staatsschauspiel Dresden (1999–2001), am Deutschen Theater Berlin (2001–2006), am Theater Magdeburg (2006–2008) und am Centraltheater Leipzig (2008–2011). Anfang 2012 hatte er ein Gastengagement am neuen theater Halle. Ab der Spielzeit 2012/13 folgten Gastengagements am Thalia Theater Hamburg und am Centraltheater Leipzig. Am Thalia Theater debütierte er zusammen mit Rainald Grebe in der Produktion Volksmusik.
Er arbeitete u. a. mit den Regisseuren Claudia Bauer, Thomas Bischoff, Jorinde Dröse (2008, in Hamlet, am Centraltheater Leipzig), Dimiter Gotscheff (Spielzeit 2004/05, als Hierlinger Ferdinand in Geschichten aus dem Wienerwald, Deutsches Theater Berlin), Sascha Hawemann (Leipzig), Andreas Kriegenburg (Spielzeit 2007/08, als Hettore Gonzaga, Prinz von Guatalla, in Emilia Galotti, Theater Magdeburg), Jürgen Kruse (Spielzeit 2002/03, als Peter in Die Cocktailparty von T. S. Eliot, Kammerspiele des Deutschen Theaters Berlin; Spielzeit 2003/04 als Jochanaan in Salome, Deutsches Theater Berlin), Hans Neuenfels, Thomas Ostermeier (1997, in Mann ist Mann, Baracke am Deutschen Theater), Friedo Solter (als Tempelherr in Nathan der Weise, Deutsches Theater Berlin), Hasko Weber und Peter Zadek zusammen.
Ab der Spielzeit 2016/17 war Martin Brauer unter der Generalintendanz von Lars Tietje festes Ensemblemitglied am Mecklenburgischen Staatstheater Schwerin. Dort spielte er u. a. Preobraschenski in Hundeherz von Michail Bulgakow (Premiere: Spielzeit 2016/17, Regie: Mina Salehpuor), den Theaterdirektor Hassenreuter in Die Ratten (Premiere: Spielzeit 2016/17, Regie: Steffi Kühnert), die Titelrolle in Liliom (Premiere: Spielzeit 2016/17, Regie: Alice Buddeberg), den Serge in Kunst (Premiere: Spielzeit 2017/18, Regie: Martin Nimz) und den Schauspieler Josef Tura in Sein oder Nichtsein (Premiere: Spielzeit 2017/18, Regie: Steffi Kühnert). In der Spielzeit 2018/19 übernahm er dort die Rollen Theseus/Oberon in der Shakespeare-Komödie Ein Sommernachtstraum. Des Weiteren war Brauer 2019 unter der Regie von Alejandro Quintana in der Titelrolle von Cyrano de Bergerac bei den Schlossfestspielen Schwerin zu sehen.
2018 erhielt Brauer für seine „herausragenden schauspielerischen Leistungen“ am Staatstheater Schwerin den Conrad-Ekhof-Preis.
Von 1999 bis 2001 war Brauer Gastdozent für Schauspiel an der Hochschule für Musik und Theater „Felix Mendelssohn Bartholdy“ Leipzig. Seit 2013 war er an der Akademie für Darstellende Kunst Baden-Württemberg in Ludwigsburg als Schauspieldozent tätig.
Brauer wirkte auch in einigen Film- und Fernsehproduktionen mit. Im Kino war er in Fleisch ist mein Gemüse in einer Nebenrolle als Band-Mitglied Torsten zu sehen. Episodenrollen hatte er in TV-Serien SOKO Wismar (2012, als Strandbar-Besitzer und Zeuge Robin König), Heldt (2015, als Poker-Spieler und Bodyguard Maik Mallek) und In aller Freundschaft (2015, in einer dramatischen Episodenhauptrolle als Oliver Ross, der mit seinem ehemals besten Freund in Streit gerät).
Martin Brauer spielte viele Jahre in verschiedenen Bands und Bandprojekten, wie der Funk-Band „the finerippes“, dem „Tom-Waits-Projekt“ und „Sofa 8“. Seit 2005 spielte er regelmäßig mit Rainald Grebe in der Band „Kapelle der Versöhnung“, wo er in verschiedenen Programmen mitwirkte und mit der er auch mehrere Alben aufnahm. Als Schlagzeugpädagoge wirkte er an Musikschulen in Rostock und Wismar.
Am 27. Februar 2021 gab das Mecklenburgische Staatstheater, an dem er noch als festes Ensemblemitglied gearbeitet hatte, bekannt, dass Martin Brauer überraschend in der Nacht zum 26. Februar 2021 verstorben sei. Er verstarb an einem Herzinfarkt, was Rainald Grebe in seiner Tour 2024 öffentlich erzählte und ihm einen Song widmete.

## Filmografie (Auswahl)
- 2003: Mutter Courage und ihre Kinder (Theateraufzeichnung, Deutsches Theater Berlin, Inszenierung: Peter Zadek)
- 2008: Fleisch ist mein Gemüse (Kinofilm)
- 2010: Die Geschichte Mitteldeutschlands (Dokufilmreihe)
- 2012: SOKO Wismar: Tod eines Rettungsschwimmers (Fernsehserie)
- 2015: Heldt: Ein König, zwei Damen (Fernsehserie)
- 2015: In aller Freundschaft: Auge in Auge (Fernsehserie)